# Dalpalan
Dalpalan (auch Dalparan, wirklicher Name: Gang Gi-yeong; * 16. Juli 1966 in Seoul) ist ein südkoreanischer Filmkomponist und Musikdirektor. Seine Richtung ist vor allem Rock und elektronische Musik. Er arbeitet häufig mit dem Musiker Jang Young-gyu zusammen.

## Filmografie
- 1997: Zeitlos, bodenlos schlechter Film
- 1999: Lies – Lust und Lügen
- 2002: Resurrection of the Little Match Girl
- 2004: Ghosts of War (알포인트)
- 2005: Boy Goes to Heaven
- 2005: A Bittersweet Life
- 2005: The Aggressives
- 2008: The Good, the Bad, the Weird (좋은 놈, 나쁜 놈, 이상한 놈)
- 2009: A Million
- 2010: Foxy Festival
- 2011: Adrenaline Rush (퀵)
- 2011: Countdown
- 2012: The Thieves
- 2013: Cold Eyes
- 2014: For the Emperor
- 2014: My Ordinary Love Story (내 연애의 기억)
- 2015: Das Internat: Zum Schweigen verurteilt
- 2015: Assassination
- 2016: The Wailing – Die Besessenen
- 2016: Vanishing Time: A Boy Who Returned (가려진 시간)
- 2016: Master (마스터)
- 2016: Yourself and Yours (당신자신과 당신의 것)
- 2017: Claire’s Camera
- 2018: The Accidental Detective 2 (탐정2)
- 2018: Believer (독전)
- 2018: Love+Sling
- 2018: Hotel by the River

## Auszeichnungen
Korean Association of Film Critics Awards
- 2005: Auszeichnung in der Kategorie Beste Musik für A Bittersweet Life

Sitges Festival Internacional de Cinema Fantàstic de Catalunya
- 2006: Auszeichnung in der Kategorie Bester Soundtrack für A Bittersweet Life

Blue Dragon Awards
- 2016: Auszeichnung in der Kategorie Beste Musik für The Wailing[1]
- 2018: Auszeichnung in der Kategorie Beste Musik für Believer

Daejong-Filmpreis
- 2017: Auszeichnung in der Kategorie Beste Musik für Vanishing Time: A Boy Who Returned